# Station Arc-et-Senans
Station Arc et Senans is een spoorweghalte in de Franse gemeente Arc-et-Senans.
Zij wordt bediend door treinen van het netwerk  TER Bourgogne - Franche Comté.